# Organické sloučeniny rtuti

Vazba uhlík-rtuť

Organické sloučeniny rtuti jsou organokovové sloučeniny obsahující rtuť, obvykle vázanou přímo na atom či atomy uhlíku. Vazby Hg–C bond jsou zpravidla stálé na vzduchu i za přítomnosti vody, ale citlivé na světlo. K významným sloučeninám z této skupiny patří methylrtuťnatý (CH3Hg+) a ethylrtuťnatý kation (C2H5Hg+), dimethylrtuť, (CH3)2Hg, diethylrtuť a merbromin. Thiomersal se používá jako konzervant vakcín a nitrožilních léčiv.
Toxicita organických sloučenin rtuti vytváří nebezpečí i výhody. Dimethylrtuť je silně toxická, ale používá se jako antimykotikum a insekticid. Merbromin a boritan fenylrtuťnatý se používají jako povrchová antiseptika, zatímco nitromersol má využití jako konzervační látka ve vakcínách a protijedech.

## Příprava
Organortuťové sloučeniny se připravují několika způsoby, například přímými reakcemi uhlovodíků se rtuťnatými solemi; v tomto ohledu připomínají organické sloučeniny palladia a liší se od sloučenin kadmia.

### Merkurace aromatických sloučenin
Areny bohaté na elektrony mohou být merkurovány přímo reakcemi s octanem rtuťnatým (Hg(O2CCH3)2). Jedna octanová skupina, která zůstane navázána na atomu rtuti, může být lehce odstraněna chloridem:
C6H5OH + Hg(O2CCH3)2 → C6H4(OH)–2-HgO2CCH3 + CH3CO2H
C6H4(OH)–2–HgO2CCH3 + NaCl → C6H4(OH)–2-HgCl + NaO2CCH3
První takové reakce, mimo jiné merkuraci benzenu, provedl mezi roky 1898 a 1902 Otto Dimroth.

### Adice na alkeny
Rtuťnaté ionty se vážou na alkeny, například reakcí methylakrylátu s octanem rtuťnatým v methanolu vzniká α--mercuriester:
Hg(O2CCH3)2 + CH2=CHCO2CH3 → CH3OCH2CH(HgO2CCH3)CO2CH3
Vzniklé vazby Hg-C lze štěpit bromem za vzniku alkylbromidů:
CH3OCH2CH(HgO2CCH3)CO2CH3 + Br2 → CH3OCH2CHBrCO2CH3 + BrHgO2CCH3
Tento postup se označuje jako Hofmannova-Sandova reakce.

### Reakce rtuťnatých sloučenin s karbanionty a jejich ekvivalenty
Nejčastějším způsobem přípravy organortuťových sloučenin je alkylace pomocí organolithných sloučenin nebo Grignardových činidel; například diethylrtuť se vytváří reakcí chloridu rtuťnatého se dvěma ekvivalenty ethylmagnesiumbromidu, rozpouštědlem bývá diethylether.
Vzniklá sloučenina, se vzorcem (CH3CH2)2Hg, je kapalná a má hustotu 2,466 g/cm3. Rozpouští se v ethanolu a diethyletheru.
Difenylrtuť (vroucí při  121–123 °C) se obdobně připravuje z chloridu rtuťnatého a fenylmagnesiumbromidu. Podobný postup představuje příprava fenylsodíku za přítomnosti rtuťnatých solí.

### Ostatní způsoby
Rtuťnaté sloučeniny mohou být alkylovány diazoniovými solemi za přítomnosti kovové mědi. Takto byl získán například 2-chlormerkurinaftalen.
Fenyl(trichlormethyl)rtuť lze získat tvorbou dichlorkarbenu a jeho reakcí s fenylchloridem rtuťnatým. Vhodným zdrojem karbenu je zde trichloroctan sodný, ze kterého se dichlorkarben uvolňuje zahřátím:
C6H5HgCCl3 → C6H5HgCl + CCl2

## Reakce
Organické sloučeniny rtuti jsou častými syntetickými meziprodukty, protože lze snadno řídit podmínky, za kterých se štěpí jejich vazby Hg-C. Difenylrtuť se používá jako zdroj fenylových radikálů v několika syntézách. Její reakcí s hliníkem vzniká trifenylhliník:
3 Ph2Hg + 2 Al → (AlPh3)2 + 3 Hg
Organortuťové sloučeniny reagují s halogeny za tvorby odpovídajících organohalogenidů.
Jsou běžnými součástmi transmetalačních reakcí lanthanoidů a kovů alkalických zemin.
Křížovými párováními organortuťových sloučenin s organohalogenidy, katalyzovanými palladiem, se vytvářejí nové vazby C-C.
Tyto reakce mají obvykle nízkou selektivitu, kterou však lze zlepšit přidáním halogenidů. Karbonylace laktonů lze provést pomocí rtuťnatých sloučenin a katalyzátorů založených na palladiu.

## Použití
Vzhledem ke své toxicitě a nízké nukleofilitě nejsou organické sloučeniny rtuti používány často. Oxymerkuračně–demerkurační přeměny alkenů na alkoholy s pomocí octanu rtuťnatého probíhají přes organortuťové meziprodukty; obdobně je možné získat fenoly Wolffensteinovou–Bötersovou reakcí. Toxicita má využití u antiseptik, jako jsou thiomersal a merbromin, a fungicidů, například chloridu ethylrtuťnatého a octanu fenylrtuťnatého.

Thiomersal se používá jako antiseptikum a antimykotikum.

Sloučeniny jako je kyselina mersalylová, se používaly jako diuretika, ale byly nahrazeny thiazidy, které jsou bezpečnější a mají delší účinek.

### Thiolová afinitní chromatografie
Thioláty (R-S−) a thioketony (R2C=S) jsou měkkými nukleofily, které vytváří silné komplexy se rtuťnatými ionty, jež jsou měkkými elektrofily. Díky těmto vlastnostem mají organické sloučeniny rtuti využití v afinitní chromatografii, kde pomáhají oddlovat ze směsí sloučeniny obsahující thiolové skupiny, například organortuťový agarozový gel může sloužit k izolaci thiolovaných sloučenin, jako je thiouridin, z biologických vzorků.